# FutureSex/LoveSounds
FutureSex/LoveSounds is het tweede soloalbum van de Amerikaanse zanger Justin Timberlake. Het album werd op 12 september 2006 wereldwijd uitgebracht, terwijl het in Nederland al 8 september 2006 uitkwam. De cd is hoofdzakelijk geproduceerd door Timbaland, maar bevat ook producties van Rick Rubin, will.i.am en Danjahandz. Gastoptredens zijn er van T.I., will.i.am en Three 6 Mafia. Op 26 november 2007 werd een luxe-editie van het album uitgebracht.

## Tracklist

### Standaardeditie
1. "FutureSex/LoveSound" (Justin Timberlake, Tim Mosley, Nate Hills) – 4:02
2. "SexyBack" (met Timbaland)(Timberlake, Mosley, Hills) – 4:02
3. "Sexy Ladies/Let Me Talk To You (Prelude)" (Timberlake, Mosley, Hills) – 5:32
4. "My Love (met T.I.)" (Timberlake, Mosley, Hills, Clifford Joseph Harris) – 4:36
5. "LoveStoned/I Think She Knows (Interlude)" (Timberlake, Mosley, Hills) – 7:24
6. "What Goes Around.../...Comes Around (Interlude)" (Timberlake, Mosley, Hills) – 7:28
7. "Chop Me Up (met Timbaland en Three 6 Mafia)" (Timberlake, Mosley, Hills, Jordan Houston, Paul Beauregard) – 5:04
8. "Damn Girl (met will.i.am)" (Timberlake, Will Adams/J.C. Davis) – 5:12
9. "Summerlove/Set The Mood (Prelude) (met Timbaland)" (Timberlake, Mosley, Hills) – 6:24
10. "Until the End of Time (met The Benjamin Wright Orchestra)" (Timberlake, Mosley, Hills) – 5:22
11. "Losing My Way" (featuring Hezekiah Walker and The Love Fellowship Choir) (Timberlake, Mosley, Hills) – 5:22
12. "(Another Song) All Over Again" (Timberlake, M. Morris) – 5:45

#### Overig
1. "Pose (met Snoop Dogg)" (met Snoop Dogg) (Japan/GBr/Best Buy bonus)- 4:47
2. "Boutique in Heaven" (iTunes) - 4:08

De vinyl- en de digitale versies verschillen met het album. De hierboven genoemde standaardeditie staat op de cd's. De digitale en de vinylversies hebben "Sexy Ladies" als een apart nummer (lengte: 3:58), waardoor "Let Me Talk To You (Prelude)" aan "My Love" wordt gekoppeld (6:10). Dit is ook te horen in de video van "My Love". Hetzelfde is gebeurd met "Set the Mood (Prelude)" dat van "Summerlove" is gekoppeld (4:12) en nu bij "Until the End of Time" staat (7:34).

### Luxe uitgave

#### Disk 1
1. "FutureSex/LoveSound" (Justin Timberlake, Tim Mosley, Nate Hills) – 4:02
2. "SexyBack" (met Timbaland)(Timberlake, Mosley, Hills) – 4:02
3. "Sexy Ladies/Let Me Talk To You (Prelude)" (Timberlake, Mosley, Hills) – 5:32
4. "My Love (met T.I.)" (Timberlake, Mosley, Hills, Clifford Joseph Harris) – 4:36
5. "LoveStoned/I Think She Knows (Interlude)" (Timberlake, Mosley, Hills) – 7:24
6. "What Goes Around.../...Comes Around (Interlude)" (Timberlake, Mosley, Hills) – 7:28
7. "Chop Me Up (met Timbaland en Three 6 Mafia)" (Timberlake, Mosley, Hills, Jordan Houston, Paul Beauregard) – 5:04
8. "Damn Girl (met will.i.am)" (Timberlake, Will Adams/J.C. Davis) – 5:12
9. "Summerlove/Set The Mood (Prelude) (met Timbaland)" (Timberlake, Mosley, Hills) – 6:24
10. "Until the End of Time (met The Benjamin Wright Orchestra)" (Timberlake, Mosley, Hills) – 5:22
11. "Losing My Way" (featuring Hezekiah Walker and The Love Fellowship Choir) (Timberlake, Mosley, Hills) – 5:22
12. "(Another Song) All Over Again" (Timberlake, M. Morris) – 5:45
13. "Until the End of Time" (met Beyoncé) - 5:22
14. "SexyBack" (DJ Wayne Williams Ol' Skool Remix) (met Missy Elliott & Timbaland) - 4:16
15. "Sexy Ladies" (Remix) (met 50 Cent) - 3:51

#### Disk 2 (dvd)
1. Making of "SexyBack"
2. Interview met Michael Haussmann (Regisseur van "SexyBack")
3. "SexyBack" (Videoclip)
4. Interview met Paul Hunter (Regisseur van "My Love")
5. "Let Me Talk To You/My Love" (Videoclip)
6. Achter de schermen: "What Goes Around.../...Comes Around"
7. "What Goes Around.../...Comes Around" (Nieuwe cleanversie)
8. Interview with Robert Hales (Regisseur van "Lovestoned/I Think She Knows")
9. "Lovestoned/I Think She Knows" (Interlude) (Videoclip)
10. "Lovestoned/I Think She Knows" (Live from Concert Prive, Paris)
11. "My Love" (Parkinson UK TV Performance)
12. "SexyBack/My Love/LoveStoned/I Think She Knows" (Medley) (MTV European Music Awards Performance)
13. "My Love/SexyBack" (MTV Video Music Awards Performance)

## Succes

### Album
Het album is het bestverkochte album van Timberlake, met meer dan 8 miljoen exemplaren. In België, het Verenigd Koninkrijk en de Verenigde Staten heeft het meerdere malen de platina status bereikt (respectievelijk 2×, 3× en 4×) in tegenstelling tot Nederland waar het goud. Het brak het record van meest voorbestelde album in de geschiedenis van iTunes.

### Singles
De eerste single die Timberlake uitbracht was "SexyBack", uitgebracht op 25 augustus 2006. Dit nummer werd Timberlakes eerste nummer 1-hit in de Verenigde Staten als soloartiest. Het was zijn succesvolste single van het album, ook in Nederland waar het de top vijf behaalde. "My Love" met rapper T.I.werd ook een nummer 1-hit, net als "What Goes Around..." met in de Nederlandse Top 40 respectievelijk de twaalfde en zesde plaats. De vierde single van het album "LoveStoned" werd 538 Alarmschijf en volgde in Nederland het succes van "SexyBack" met een top vijf-notering. In november 2007 werd "Until the End of Time" uitgebracht maar die bleef hangen in de tipparade.
Het liedje "LoveStoned" was als derde single bedoeld, maar de populariteit van "What Goes Around..." deed het label besluiten eerst "What Goes Around..." uit te brengen. Timberlake kondigde vervolgens aan de "LoveStoned" de vierde single zou worden. Een video werd opgenomen en de promotie zou beginnen, maar op het moment dat het in de Verenigde Staten warmer werd, begonnen radiostations "Summerlove" te draaien. Dit zorgde ervoor dat "LoveStoned" weer vertraging kreeg, hoewel het in andere landen al uitgebracht was. Jive besloot "Summerlove" daar uit te brengen en "LoveStoned" als vijfde single.

## Singles

### Nederland
| Single met eventuele hitnotering(en) in de Nederlandse Top 40 | Datum van verschijnen | Datum van binnenkomst | Hoogste positie | Aantal weken | Opmerkingen          |
| ------------------------------------------------------------- | --------------------- | --------------------- | --------------- | ------------ | -------------------- |
| SexyBack                                                      | 25-08-2006            | 02-09-2006            | 5               | 12           | met Timbaland        |
| My Love                                                       | 03-11-2006            | 18-11-2006            | 12              | 7            | met T.I. & Timbaland |
| What Goes Around.../...Comes Around                           | 09-03-2007            | 17-03-2007            | 6               | 15           |                      |
| LoveStoned/I Think She Knows                                  | 20-07-2007            | 30-06-2007            | 5               | 14           | Alarmschijf          |
| Until the end of time                                         |                       | 03-11-2007            | tip9            | -            | met Beyoncé          |

### België
| Single met hitnotering(en) in de Vlaamse Ultratop 50 | Datum van verschijnen | Datum van binnenkomst | Hoogste positie | Aantal weken | Opmerkingen          |
| ---------------------------------------------------- | --------------------- | --------------------- | --------------- | ------------ | -------------------- |
| SexyBack                                             |                       | 09-09-2006            | 3               | 18           | met Timbaland        |
| My Love                                              |                       | 25-11-2006            | 16              | 17           | met T.I. & Timbaland |
| What Goes Around.../...Comes Around                  |                       | 17-03-2007            | 8               | 18           |                      |
| LoveStoned/I Think She Knows                         |                       | 14-07-2007            | 14              | 15           |                      |

## Prijzen
- Grammy voor Best Dance Recording ("SexyBack")
- Grammy voor Best Rap/Sung Collaboration ("My Love" met T.I.)
- Grammy voor Best Male Pop Vocal Performance ("What Goes Around.../...Comes Around")
- Grammy voor Best Dance Recording ("LoveStoned")